# Jacob Wright
Jacob Anthony Wright (Mánchester, Inglaterra, 21 de septiembre de 2005) es un futbolista británico que juega de centrocampista en el Norwich City F. C. de la EFL Championship.

## Trayectoria
Jugó en la academia del Manchester City en el Trofeo EFL 2023-24. También fue incluido entre los convocados del Manchester City que viajó a Arabia Saudí para disputar la Copa Mundial de Clubes de la FIFA 2023. Posteriormente, el 7 de enero de 2024, fue incluido entre los suplentes en el partido de la FA Cup del City contra el Huddersfield Town A. F. C., y debutó con el equipo como suplente en la segunda parte.
El 6 de marzo de 2024 debutó en la Liga de Campeones de la UEFA en la victoria del City en octavos de final contra el F. C. Copenhague, entrando en lugar de Erling Haaland en los minutos finales.

## Selección nacional
Es internacional juvenil con Inglaterra.

## Estadísticas

### Clubes
Actualizado al último partido disputado el 30 de octubre de 2024.
| Club                             | Div.          | Temporada     | Liga  | Liga  | Liga   | Copas nacionales | Copas nacionales | Copas nacionales | Copas internacionales | Copas internacionales | Copas internacionales | Total | Total | Total  |
| Club                             | Div.          | Temporada     | Part. | Goles | Asist. | Part.            | Goles            | Asist.           | Part.                 | Goles                 | Asist.                | Part. | Goles | Asist. |
| -------------------------------- | ------------- | ------------- | ----- | ----- | ------ | ---------------- | ---------------- | ---------------- | --------------------- | --------------------- | --------------------- | ----- | ----- | ------ |
| Manchester City F. C. Inglaterra | 1.ª           | 2023-24       | 0     | 0     | 0      | 1                | 0                | 0                | 1                     | 0                     | 0                     | 2     | 0     | 0      |
| Manchester City F. C. Inglaterra | 1.ª           | 2024-25       | 0     | 0     | 0      | 2                | 0                | 0                | 0                     | 0                     | 0                     | 2     | 0     | 0      |
| Manchester City F. C. Inglaterra | Total club    | Total club    | 0     | 0     | 0      | 3                | 0                | 0                | 1                     | 0                     | 0                     | 4     | 0     | 0      |
| Total carrera                    | Total carrera | Total carrera | 0     | 0     | 0      | 3                | 0                | 0                | 1                     | 0                     | 0                     | 4     | 0     | 0      |